# 付勇
付勇（1977年6月—），湖北省汉川市人，中华人民共和国政治人物。

## 生平
1977年6月，付勇出生在湖北省汉川市。1996年，付勇进入华中农业大学食品科学与工程专业学习，在校期间的1999年3月加入中国共产党。
2000年7月，付勇到湖北省洪湖市螺山镇出任组织干事。
2004年4月。付勇出任共青团湖北省洪湖市委副书记，次年1月升任书记。2006年12月，付勇转任洪湖市府场镇党委副书记、人大主席。2009年6月转任燕窝镇党委书记、镇长，2010年12月兼任人大主席。2011年11月升任洪湖市人民政府副市长、党组成员。
2014年8月，付勇调任监利县人民政府副县长，2016年11月成为中共监利县委常委。
2021年10月，付勇出任中共石首市委副书记、代市长，次月正式出任市长。

### 落马
2025年5月11日，付勇涉嫌严重违纪违法，接受荆州市纪委监委纪律审查和监察调查。